# Saša Lošić
Saša Lošić - Loša (en serbe cyrillique : Саша Лошић), né le 19 juillet 1964 est un chanteur bosniaque de Banja Luka. Il a été le leader du groupe Plavi orkestar, qui fut l'un des plus populaires de la scène pop-rock de l'ancienne République fédérale socialiste de Yougoslavie.
Saša Lošić a composé de la musique pop souvent inspirée par le folk, mais aussi de la musique pour le théâtre (Roméo et Juliette, Elvise de luxe, Lemonade, Mère Courage), Les Bacchantes et de la musique de film. Dans ce domaine, ses œuvres récentes incluent des films comme Gori vatra, Kajmak in marmelada, Days and Hours ou Borderline Lovers. Il a également fondé un nouvel ensemble musical, le Saša Lošić Film Orchestra, qui s'est produit pour la première fois lors de la 10e édition du Festival du film de Sarajevo.
Aujourd'hui Lošić vit et travaille à Sarajevo.

## Filmographie sélective
- Kot da nisam več otrok, 1994
- Duh velikih jezera, 1995
- Bienvenue à Sarajevo (Welcome to Sarajevo), 1996 (chanson)
- Outsider, 1997
- The end of unpleasant times, 1998
- Hop skip and jump, 1999
- Jel' jasno prijatelju, 2001 (chanson)
- Zvenenje v glavi, 2002 (prix de la meilleure musique de film au festival de Portoroz, Slovénie, 2002)
- Fuse / Gori vatra, 2003  (prix de la meilleure musique de film à Davorin, Bosnie-Herzégovine, 2004)
- Cheese and Jam / Kajmak in marmelada, 2003
- Days and hours / Kod amidže Idriza, 2004  (prix de la meilleure musique de film à Davorin, Bosnie-Herzégovine, 2005)
- Sex, piće i krvoproliće, 2004 (omnibus)
- Borderline lovers, 2005
- Ram za sliku moje domovine, 2005
- Prva plata, 2005
- Sve džaba, 2006 (chanson)
- 1/2 kozarca riže, 2006
- To ti je lajf, 2006 (en production)
- Petelinji Zajtrk, 2007
- Teško je biti fin, 2007 (post production)
- Agape / 2007
- Vratiće se rode (en), 2007
- Plavi orkestar, 2008 (en production)